# Episodi di The Life & Times of Tim (prima stagione)
La prima stagione della serie animata The Life & Times of Tim, composta da 10 episodi, è stata trasmessa negli Stati Uniti, da HBO, dal 28 settembre al 30 novembre 2008.
In Italia la stagione è stata trasmessa dal 16 gennaio al 20 marzo 2010 su Deejay TV.
| nº | Titolo originale            | Titolo italiano    | Prima TV USA      | Prima TV Italia  |
| -- | --------------------------- | ------------------ | ----------------- | ---------------- |
| 1  | Angry Unpaid Hooker         |                    | 28 settembre 2008 | 16 gennaio 2010  |
| 1  | Rodney's Bachelor Party     |                    | 28 settembre 2008 | 16 gennaio 2010  |
| 2  | Latino Tim                  | Tim il messicano   | 5 ottobre 2008    | 23 gennaio 2010  |
| 2  | The Priest Is Drunk         | Il prete è ubriaco | 5 ottobre 2008    | 23 gennaio 2010  |
| 3  | Senior Prom                 |                    | 12 ottobre 2008   | 30 gennaio 2010  |
| 3  | Tim Fights an Old Man       |                    | 12 ottobre 2008   | 30 gennaio 2010  |
| 4  | Mad Dog Tim                 |                    | 19 ottobre 2008   | 6 febbraio 2010  |
| 4  | Monday Night Confession     |                    | 19 ottobre 2008   | 6 febbraio 2010  |
| 5  | Tim, Stu and Marie          | A teatro con Stu   | 26 ottobre 2008   | 13 febbraio 2010 |
| 5  | Miss February               |                    | 26 ottobre 2008   | 13 febbraio 2010 |
| 6  | Bashko's Hairy Daughter     |                    | 2 novembre 2008   | 20 febbraio 2010 |
| 6  | Tim's Not Singing           |                    | 2 novembre 2008   | 20 febbraio 2010 |
| 7  | Hottest Babes on the Planet |                    | 9 novembre 2008   | 27 febbraio 2010 |
| 7  | Suck It Philly              |                    | 9 novembre 2008   | 27 febbraio 2010 |
| 8  | Insurmountable High Score   |                    | 16 novembre 2008  | 6 marzo 2010     |
| 8  | Tim vs. the Baby            |                    | 16 novembre 2008  | 6 marzo 2010     |
| 9  | Mugger                      |                    | 23 novembre 2008  | 13 marzo 2010    |
| 9  | Cin City                    |                    | 23 novembre 2008  | 13 marzo 2010    |
| 10 | Theo Strikes Back           |                    | 30 novembre 2008  | 20 marzo 2010    |
| 10 | Amy Gets Wasted             |                    | 30 novembre 2008  | 20 marzo 2010    |